# Dig (album de Miles Davis)
Pour les articles homonymes, voir Dig.
Albums de Miles Davis
Conception
(1951) Miles Davis and Horns
(1956)
Dig est un album de jazz du Miles Davis Sextet paru en 1951 sur le label Prestige. Le trompettiste Miles Davis est accompagné par deux jeunes saxophonistes, Sonny Rollins au ténor et Jackie McLean à l'alto alors âgé de 19 ans et qui effectue son premier enregistrement. Le pianiste Walter Bishop est aussi présent ainsi que le contrebassiste Tommy Potter et le batteur Art Blakey.

## Historique
Le label Prestige est l'un des premiers à utiliser le format de disque 33 tours, créé par  Columbia Records en 1948. Le format 78 tours exige une durée d'enregistrement inférieure à 4 minutes tandis que le nouveau format 33 tours permet des durées plus longues. Le morceau Bluing sur cet album est l'un des premiers titres de près de 10 minutes ; ce qui permet à Miles Davis de s'exprimer davantage. Son approche de l'improvisation trouvait ainsi assez d'espace pour prolonger les solos sur l'ensemble des titres de l'album.

## Titres
Sauf mention contraire, tous les titres sont de Miles Davis.
1. Dig – 7:33
2. It's Only a Paper Moon (Harold Arlen, Yip Harburg, Billy Rose) – 5:23
3. Denial – 5:39
4. Bluing – 9:55
5. Out of the Blue – 6:15

Plusieurs versions de cet album sont parues par la suite, notamment au format 30 cm en 1956, avec deux titres supplémentaires : My Old Flame (Sam Coslow, Arthur Johnston – 4:01) et Conception (George Shearing – 6:34).

## Musiciens
Les morceaux sont enregistrés le 5 octobre 1951 à l'Apex Studio situé à New York. L'album d'origine est référencé Prestige PRLP 7012.
| Musicien         | Instrument      | Titre    |
| ---------------- | --------------- | -------- |
| Miles Davis      | trompette       | 1 - 6    |
| Sonny Rollins    | saxophone ténor | 1 - 6    |
| Jackie McLean    | saxophone alto  | 1, 3 - 5 |
| Walter Bishop Jr | piano           | 1 - 6    |
| Tommy Potter     | contrebasse     | 1 - 6    |
| Art Blakey       | batterie        | 1 - 6    |

## Citation
« Ma deuxième séance Prestige de l'année devait avoir lieu en octobre 1951. Je voulais faire mieux que la première fois. De plus, Prestige devait m'enregistrer en utilisant une nouvelle technologie, le microsillon. Bob Weinstock m'avait expliqué que cela me permettrait de dépasser la limite des trois minutes imposée par les 78-tours. On pourrait étirer les solos comme on le faisait live en club. J'allais être l'un des premiers artistes de jazz à enregistrer en 33-tours, jusque-là réservés aux concerts live. J'ai engagé Sonny Rollins, Art Blakey, Tommy Potter, Walter Bishop et Jackie McLean. C'était le premier enregistrement de Jackie. J'ai fait là mon meilleur enregistrement depuis longtemps j'avais bien travaillé, j'avais fait répéter l'orchestre, tout le monde connaissait le répertoire et les arrangements, Sonny comme Jackie McLean, a joué comme un dingue. Le disque s'est intitulé Miles Davis All Stars; mais on l'appelait parfois simplement « Dig ». Mingus m'avait suivi en studio avec sa basse et a joué un peu en arrière-plan sur Conception. Il ne figure pas sur la pochette à cause de son contrat d'exclusivité avec Verve. »

— Miles. L'autobiographie, Miles Davis avec Quincy Troupe, p.156, Infolio, 2007.